# Close (udde i Antarktis)
Close är en udde i Antarktis. Den ligger i Östantarktis. Australien gör anspråk på området.
Terrängen inåt land är platt åt sydväst, men åt sydost är den kuperad. Havet är nära Close norrut. Trakten är obefolkad. Det finns inga samhällen i närheten.